# Stemma dell'Iowa

Stemma dell'Iowa

Lo stemma dell'Iowa (ufficialmente in inglese Great Seal of the State of Iowa, ossia Gran Sigillo dello Stato dell'Iowa) è stato adottato nel 1847.
Lo stemma è di forma circolare ed è circondato da una cornice che reca la scritta The Great Seal of the State of Iowa nella parte superiore. 
La figura centrale del sigillo presenta un soldato in piedi in un campo di grano, circondato da diversi simboli. Il soldato impugna nella mano destra la bandiera degli Stati Uniti d'America che reca in cima il berretto frigio, mentre nella mano sinistra tiene un fucile appoggiato per terra. Alle spalle del soldato vi è un aratro, mentre intorno ad esso vi sono un covone, una falce ed un rastrello agricolo sul lato sinistro ed una pila di piombo sul lato destro. Alla sinistra del soldato, in lontananza, vi è una fornace. Sullo sfondo dell'immagine vi è il fiume Mississippi in cui naviga un battello a vapore, mentre al di là del fiume vi sono delle montagne. In alto nel simbolo vi è un'aquila che tiene nel becco un rotolo sul quale vi è iscritto il motto Our liberties we prize, and our rights we will maintain.